# I Believe in a Thing Called Love
I Believe in a Thing Called Love is een nummer van The Darkness, uitgebracht in september 2003 door het platenlabel Must Destroy. Het nummer behaalde de 2e positie in de UK Singles Chart en de 12e plaats in de Nederlandse Top 40.